# Trump International Hotel and Tower (Panama)
Trump International Hotel and Tower (formellt Trump Ocean Club International Hotel and Tower Panama) är en skyskrapa med hotell som är belägen på Punta Colon, Punta Pacifica i Panama City i Panama.
Byggnaden utvecklades Donald Trump från Trump Organization och Roger Khafif från K Group. Byggnaden stod färdig 2011 och hotellet öppnades den 6 juli 2011. Byggnadsprojektet kostade 260 miljoner amerikanska dollar. Det är den högsta byggnaden i Panama.